# Női röplabdatorna a 2008. évi nyári olimpiai játékokon
A 2008. évi nyári olimpiai játékokon a női teremröplabdatornát augusztus 9. és 23. között rendezték. A tornán 12 nemzet csapata vett részt.

## Lebonyolítás
A 12 résztvevőt 2 darab 6 csapatos csoportba sorsolták. Körmérkőzések döntötték el a csoportok végeredményét. A csoportból az első négy helyezett jutott tovább a negyeddöntőbe, ahonnan egyenes kieséses rendszerben folytatódott a torna. A csoportok ötödik valamint a hatodik helyezettjei kiestek.

## Csoportkör
| Színmagyarázat                                              |
| ----------------------------------------------------------- |
| A csoportok első négy helyezettje bejutott a negyeddöntőbe. |
| A csoportok ötödik és hatodik helyezettjei kiestek.         |

### A csoport
|                        |      | Mérkőzések | Mérkőzések | Pontok | Pontok | Pontok | Szettek | Szettek | Szettek |
| Csapat                 | Pont | Gy         | V          | P+     | P–     | PA     | Sz+     | Sz–     | SzA     |
| ---------------------- | ---- | ---------- | ---------- | ------ | ------ | ------ | ------- | ------- | ------- |
| Kuba (CUB)             | 10   | 5          | 0          | 426    | 371    | 1,148  | 15      | 3       | 5,000   |
| Egyesült Államok (USA) | 9    | 4          | 1          | 459    | 441    | 1,041  | 12      | 9       | 1,333   |
| Kína (CHN)             | 8    | 3          | 2          | 467    | 395    | 1,182  | 13      | 7       | 1,857   |
| Japán (JPN)            | 7    | 2          | 3          | 381    | 389    | 0,979  | 7       | 11      | 0,636   |
| Lengyelország (POL)    | 6    | 1          | 4          | 441    | 445    | 0,991  | 9       | 12      | 0,750   |
| Venezuela (VEN)        | 5    | 0          | 5          | 262    | 395    | 0,663  | 1       | 15      | 0,067   |

| 2008. augusztus 9. 14:30 | Lengyelország (POL)                      | 1–3 | Kuba (CUB) | Capital Indoor Stadium, Peking Nézőszám: 14 000 Játékvezető: Kim Kun-Tae (KOR), Janpen Jirakakul (THA) |
| 2008. augusztus 9. 14:30 | (25–21, 17–25, 20–25, 17–25) Jegyzőkönyv |     |            | Capital Indoor Stadium, Peking Nézőszám: 14 000 Játékvezető: Kim Kun-Tae (KOR), Janpen Jirakakul (THA) |

| 2008. augusztus 9. 20:00 | Venezuela (VEN)                   | 0–3 | Kína (CHN) | Capital Indoor Stadium, Peking Nézőszám: 12 000 Játékvezető: Dejan Jovanovic (SRB), Patrick Deregnaucourt (FRA) |
| 2008. augusztus 9. 20:00 | (13–25, 13–25, 18–25) Jegyzőkönyv |     |            | Capital Indoor Stadium, Peking Nézőszám: 12 000 Játékvezető: Dejan Jovanovic (SRB), Patrick Deregnaucourt (FRA) |

| 2008. augusztus 9. 22:00 | Japán (JPN)                              | 1–3 | Egyesült Államok (USA) | Capital Indoor Stadium, Peking Nézőszám: 11 500 Játékvezető: Massimo Menghini (ITA), Andrei Zenovich (RUS) |
| 2008. augusztus 9. 22:00 | (20–25, 25–20, 19–25, 21–25) Jegyzőkönyv |     |                        | Capital Indoor Stadium, Peking Nézőszám: 11 500 Játékvezető: Massimo Menghini (ITA), Andrei Zenovich (RUS) |

| 2008. augusztus 21. 12:30 | Kuba (CUB)                        | 0–3 | Egyesült Államok (USA) | Capital Indoor Stadium, Peking Nézőszám: 13 000 Játékvezető: Frans Loderus (NED), Dejan Jovanovic (SRB) |
| 2008. augusztus 21. 12:30 | (20–25, 16–25, 17–25) Jegyzőkönyv |     |                        | Capital Indoor Stadium, Peking Nézőszám: 13 000 Játékvezető: Frans Loderus (NED), Dejan Jovanovic (SRB) |

| 2008. augusztus 11. 20:00 | Kína (CHN)                               | 3–1 | Lengyelország (POL) | Capital Indoor Stadium, Peking Nézőszám: 12 000 Játékvezető: Victor Manuel Rodriguez (PUR), Francisco de Souza (BRA) |
| 2008. augusztus 11. 20:00 | (22–25, 25–15, 25–20, 25–22) Jegyzőkönyv |     |                     | Capital Indoor Stadium, Peking Nézőszám: 12 000 Játékvezető: Victor Manuel Rodriguez (PUR), Francisco de Souza (BRA) |

| 2008. augusztus 11. 22:15 | Japán (JPN)                       | 3–0 | Venezuela (VEN) | Capital Indoor Stadium, Peking Nézőszám: 5000 Játékvezető: Karin Zahorcova (CZE), Frans Loderus (NED) |
| 2008. augusztus 11. 22:15 | (25–12, 25–17, 25–12) Jegyzőkönyv |     |                 | Capital Indoor Stadium, Peking Nézőszám: 5000 Játékvezető: Karin Zahorcova (CZE), Frans Loderus (NED) |

| 2008. augusztus 13. 12:00 | Venezuela (VEN)                          | 1–3 | Egyesült Államok (USA) | Beijing Institute of Technology Gymnasium, Peking Nézőszám: 3400 Játékvezető: Andrei Zenovich (RUS), Dejan Jovanovic (SRB) |
| 2008. augusztus 13. 12:00 | (17–25, 25–20, 14–25, 18–25) Jegyzőkönyv |     |                        | Beijing Institute of Technology Gymnasium, Peking Nézőszám: 3400 Játékvezető: Andrei Zenovich (RUS), Dejan Jovanovic (SRB) |

| 2008. augusztus 13. 20:00 | Kuba (CUB)                                      | 2–3 | Kína (CHN) | Capital Indoor Stadium, Peking Nézőszám: 13 000 Játékvezető: Frank Leuthauser (GER), Massimo Menghini (ITA) |
| 2008. augusztus 13. 20:00 | (18–25, 14–25, 25–23, 32–30, 15–13) Jegyzőkönyv |     |            | Capital Indoor Stadium, Peking Nézőszám: 13 000 Játékvezető: Frank Leuthauser (GER), Massimo Menghini (ITA) |

| 2008. augusztus 13. 22:30 | Lengyelország (POL)                             | 2–3 | Japán (JPN) | Capital Indoor Stadium, Peking Nézőszám: 5400 Játékvezető: Humberto Salas (MEX), Francisco de Souza (BRA) |
| 2008. augusztus 13. 22:30 | (21–25, 20–25, 25–18, 25–23, 11–15) Jegyzőkönyv |     |             | Capital Indoor Stadium, Peking Nézőszám: 5400 Játékvezető: Humberto Salas (MEX), Francisco de Souza (BRA) |

| 2008. augusztus 15. 12:30 | Venezuela (VEN)                   | 0–3 | Lengyelország (POL) | Capital Indoor Stadium, Peking Nézőszám: 11 000 Játékvezető: Janpen Jirakakul (THA), Humberto Salas (MEX) |
| 2008. augusztus 15. 12:30 | (12–25, 12–25, 20–25) Jegyzőkönyv |     |                     | Capital Indoor Stadium, Peking Nézőszám: 11 000 Játékvezető: Janpen Jirakakul (THA), Humberto Salas (MEX) |

| 2008. augusztus 15. 20:00 | Egyesült Államok (USA)                          | 3–2 | Kína (CHN) | Capital Indoor Stadium, Peking Nézőszám: 13 000 Játékvezető: Konstantin Tufekchiev (BUL), Umit Sokullu (TUR) |
| 2008. augusztus 15. 20:00 | (23–25, 25–22, 23–25, 25–20, 15–11) Jegyzőkönyv |     |            | Capital Indoor Stadium, Peking Nézőszám: 13 000 Játékvezető: Konstantin Tufekchiev (BUL), Umit Sokullu (TUR) |

| 2008. augusztus 15. 22:45 | Japán (JPN)                       | 0–3 | Kuba (CUB) | Capital Indoor Stadium, Peking Nézőszám: 5000 Játékvezető: Andrei Zenovich (RUS), Massimo Menghini (ITA) |
| 2008. augusztus 15. 22:45 | (17–25, 22–25, 22–25) Jegyzőkönyv |     |            | Capital Indoor Stadium, Peking Nézőszám: 5000 Játékvezető: Andrei Zenovich (RUS), Massimo Menghini (ITA) |

| 2008. augusztus 17. 12:00 | Kuba (CUB)                        | 3–0 | Venezuela (VEN) | Beijing Institute of Technology Gymnasium, Peking Nézőszám: 3500 Játékvezető: Andrei Zenovich (RUS), Konstantin Tufekchiev (BUL) |
| 2008. augusztus 17. 12:00 | (25–20, 25–20, 25–19) Jegyzőkönyv |     |                 | Beijing Institute of Technology Gymnasium, Peking Nézőszám: 3500 Játékvezető: Andrei Zenovich (RUS), Konstantin Tufekchiev (BUL) |

| 2008. augusztus 17. 12:30 | Lengyelország (POL)                             | 2–3 | Egyesült Államok (USA) | Capital Indoor Stadium, Peking Nézőszám: 11 000 Játékvezető: Ibrahim al-Naama (QAT), Francisco de Souza (BRA) |
| 2008. augusztus 17. 12:30 | (25–18, 21–25, 25–19, 19–25, 13–15) Jegyzőkönyv |     |                        | Capital Indoor Stadium, Peking Nézőszám: 11 000 Játékvezető: Ibrahim al-Naama (QAT), Francisco de Souza (BRA) |

| 2008. augusztus 17. 20:00 | Kína (CHN)                        | 3–0 | Japán (JPN) | Capital Indoor Stadium, Peking Nézőszám: 13 000 Játékvezető: Kim Kun-Tae (KOR), Janpen Jirakakul (THA) |
| 2008. augusztus 17. 20:00 | (26–24, 25–16, 25–14) Jegyzőkönyv |     |             | Capital Indoor Stadium, Peking Nézőszám: 13 000 Játékvezető: Kim Kun-Tae (KOR), Janpen Jirakakul (THA) |

### B csoport
|                   |      | Mérkőzések | Mérkőzések | Pontok | Pontok | Pontok | Szettek | Szettek | Szettek |
| Csapat            | Pont | Gy         | V          | P+     | P–     | PA     | Sz+     | Sz–     | SzA     |
| ----------------- | ---- | ---------- | ---------- | ------ | ------ | ------ | ------- | ------- | ------- |
| Brazília (BRA)    | 10   | 5          | 0          | 377    | 226    | 1,668  | 15      | 0       | MAX     |
| Olaszország (ITA) | 9    | 4          | 1          | 372    | 315    | 1,181  | 12      | 4       | 3,500   |
| Oroszország (RUS) | 8    | 3          | 2          | 353    | 312    | 1,131  | 10      | 6       | 1,667   |
| Szerbia (SRB)     | 7    | 2          | 3          | 343    | 349    | 0,983  | 6       | 10      | 0,600   |
| Kazahsztán (KAZ)  | 6    | 1          | 4          | 323    | 404    | 0,800  | 4       | 13      | 0,308   |
| Algéria (ALG)     | 5    | 0          | 5          | 230    | 392    | 0,587  | 1       | 15      | 0,067   |

| 2008. augusztus 9. 10:00 | Olaszország (ITA)                        | 3–1 | Oroszország (RUS) | Beijing Institute of Technology Gymnasium, Peking Nézőszám: 3100 Játékvezető: Frank Leuthauser (GER), Karin Zahorcova (CZE) |
| 2008. augusztus 9. 10:00 | (25–20, 17–25, 25–16, 25–23) Jegyzőkönyv |     |                   | Beijing Institute of Technology Gymnasium, Peking Nézőszám: 3100 Játékvezető: Frank Leuthauser (GER), Karin Zahorcova (CZE) |

| 2008. augusztus 9. 12:15 | Szerbia (SRB)                            | 3–1 | Kazahsztán (KAZ) | Beijing Institute of Technology Gymnasium, Peking Nézőszám: 1800 Játékvezető: Mitch Davidson (CAN), Victor Manuel Rodriguez (PUR) |
| 2008. augusztus 9. 12:15 | (25–21, 25–17, 23–25, 25–21) Jegyzőkönyv |     |                  | Beijing Institute of Technology Gymnasium, Peking Nézőszám: 1800 Játékvezető: Mitch Davidson (CAN), Victor Manuel Rodriguez (PUR) |

| 2008. augusztus 9. 12:30 | Algéria (ALG)                     | 0–3 | Brazília (BRA) | Capital Indoor Stadium, Peking Nézőszám: 12 000 Játékvezető: Liu Jiang (CHN), Ibrahim al-Naama (QAT) |
| 2008. augusztus 9. 12:30 | (11–25, 11–25, 10–25) Jegyzőkönyv |     |                | Capital Indoor Stadium, Peking Nézőszám: 12 000 Játékvezető: Liu Jiang (CHN), Ibrahim al-Naama (QAT) |

| 2008. augusztus 11. 10:00 | Algéria (ALG)                     | 0–3 | Szerbia (SRB) | Beijing Institute of Technology Gymnasium, Peking Nézőszám: 3100 Játékvezető: Janpen Jirakakul (THA), Liu Jiang (CHN) |
| 2008. augusztus 11. 10:00 | (14–25, 13–25, 13–25) Jegyzőkönyv |     |               | Beijing Institute of Technology Gymnasium, Peking Nézőszám: 3100 Játékvezető: Janpen Jirakakul (THA), Liu Jiang (CHN) |

| 2008. augusztus 11. 12:00 | Kazahsztán (KAZ)                  | 0–3 | Olaszország (ITA) | Beijing Institute of Technology Gymnasium, Peking Nézőszám: 3100 Játékvezető: Patricia Salvatore (USA), Humberto Salas (MEX) |
| 2008. augusztus 11. 12:00 | (19–25, 15–25, 21–25) Jegyzőkönyv |     |                   | Beijing Institute of Technology Gymnasium, Peking Nézőszám: 3100 Játékvezető: Patricia Salvatore (USA), Humberto Salas (MEX) |

| 2008. augusztus 11. 14:30 | Brazília (BRA)                    | 3–0 | Oroszország (RUS) | Capital Indoor Stadium, Peking Nézőszám: 12 000 Játékvezető: Osamu Sakaide (JPN), Wang Ning (CHN) |
| 2008. augusztus 11. 14:30 | (25–14, 25–14, 25–16) Jegyzőkönyv |     |                   | Capital Indoor Stadium, Peking Nézőszám: 12 000 Játékvezető: Osamu Sakaide (JPN), Wang Ning (CHN) |

| 2008. augusztus 13. 10:00 | Olaszország (ITA)                | 3–0 | Algéria (ALG) | Beijing Institute of Technology Gymnasium, Peking Nézőszám: 3400 Játékvezető: Karin Zahorcova (CZE), Janpen Jirakakul (THA) |
| 2008. augusztus 13. 10:00 | (25–7, 25–20, 25–12) Jegyzőkönyv |     |               | Beijing Institute of Technology Gymnasium, Peking Nézőszám: 3400 Játékvezető: Karin Zahorcova (CZE), Janpen Jirakakul (THA) |

| 2008. augusztus 13. 12:30 | Oroszország (RUS)                 | 3–0 | Kazahsztán (KAZ) | Capital Indoor Stadium, Peking Nézőszám: 12 000 Játékvezető: Liu Jiang (CHN), Patricia Salvatore (USA) |
| 2008. augusztus 13. 12:30 | (25–19, 25–18, 25–11) Jegyzőkönyv |     |                  | Capital Indoor Stadium, Peking Nézőszám: 12 000 Játékvezető: Liu Jiang (CHN), Patricia Salvatore (USA) |

| 2008. augusztus 13. 14:30 | Szerbia (SRB)                     | 0–3 | Brazília (BRA) | Capital Indoor Stadium, Peking Nézőszám: 11 000 Játékvezető: Kim Kun-Tae (KOR), Frans Loderus (NED) |
| 2008. augusztus 13. 14:30 | (15–25, 13–25, 23–25) Jegyzőkönyv |     |                | Capital Indoor Stadium, Peking Nézőszám: 11 000 Játékvezető: Kim Kun-Tae (KOR), Frans Loderus (NED) |

| 2008. augusztus 15. 10:00 | Algéria (ALG)                     | 0–3 | Oroszország (RUS) | Beijing Institute of Technology Gymnasium, Peking Nézőszám: 3500 Játékvezető: Patricia Salvatore (USA), Osamu Sakaide (JPN) |
| 2008. augusztus 15. 10:00 | (11–25, 19–25, 10–25) Jegyzőkönyv |     |                   | Beijing Institute of Technology Gymnasium, Peking Nézőszám: 3500 Játékvezető: Patricia Salvatore (USA), Osamu Sakaide (JPN) |

| 2008. augusztus 15. 12:00 | Brazília (BRA)                   | 3–0 | Kazahsztán (KAZ) | Beijing Institute of Technology Gymnasium, Peking Nézőszám: 3500 Játékvezető: Dejan Jovanovic (SRB), Karin Zahorcova (CZE) |
| 2008. augusztus 15. 12:00 | (25–13, 25–6, 27–25) Jegyzőkönyv |     |                  | Beijing Institute of Technology Gymnasium, Peking Nézőszám: 3500 Játékvezető: Dejan Jovanovic (SRB), Karin Zahorcova (CZE) |

| 2008. augusztus 15. 14:30 | Szerbia (SRB)                     | 0–3 | Olaszország (ITA) | Capital Indoor Stadium, Peking Nézőszám: 11 000 Játékvezető: Frans Loderus (NED), Frank Leuthauser (GER) |
| 2008. augusztus 15. 14:30 | (23–25, 20–25, 19–25) Jegyzőkönyv |     |                   | Capital Indoor Stadium, Peking Nézőszám: 11 000 Játékvezető: Frans Loderus (NED), Frank Leuthauser (GER) |

| 2008. augusztus 17. 10:00 | Kazahsztán (KAZ)                         | 3–1 | Algéria (ALG) | Beijing Institute of Technology Gymnasium, Peking Nézőszám: 3500 Játékvezető: Patricia Salvatore (USA), Massimo Menghini (ITA) |
| 2008. augusztus 17. 10:00 | (25–18, 25–20, 17–25, 25–16) Jegyzőkönyv |     |               | Beijing Institute of Technology Gymnasium, Peking Nézőszám: 3500 Játékvezető: Patricia Salvatore (USA), Massimo Menghini (ITA) |

| 2008. augusztus 17. 15:15 | Olaszország (ITA)                 | 0–3 | Brazília (BRA) | Capital Indoor Stadium, Peking Nézőszám: 10 500 Játékvezető: Humberto Salas (MEX), Mitch Davidson (CAN) |
| 2008. augusztus 17. 15:15 | (16–25, 22–25, 17–25) Jegyzőkönyv |     |                | Capital Indoor Stadium, Peking Nézőszám: 10 500 Játékvezető: Humberto Salas (MEX), Mitch Davidson (CAN) |

| 2008. augusztus 17. 22:00 | Oroszország (RUS)                 | 3–0 | Szerbia (SRB) | Capital Indoor Stadium, Peking Nézőszám: 7000 Játékvezető: Osamu Sakaide (JPN), Karin Zahorcova (CZE) |
| 2008. augusztus 17. 22:00 | (25–21, 25–16, 25–20) Jegyzőkönyv |     |               | Capital Indoor Stadium, Peking Nézőszám: 7000 Játékvezető: Osamu Sakaide (JPN), Karin Zahorcova (CZE) |

## Egyenes kieséses szakasz
|  |               |                        |                        |                        |   |                        |                        |               |               |               |               |       |       |
|  | Negyeddöntők  | Negyeddöntők           | Negyeddöntők           |                        |   | Elődöntők              | Elődöntők              | Elődöntők     |               |               | Döntő         | Döntő | Döntő |
|  | Negyeddöntők  | Negyeddöntők           | Negyeddöntők           |                        |   | Elődöntők              | Elődöntők              | Elődöntők     |               |               | Döntő         | Döntő | Döntő |
|  | augusztus 19. |                        |                        |                        |   |                        |                        |               |               |               |               |       |       |
|  |               |                        |                        |                        |   |                        |                        |               |               |               |               |       |       |
|  | A1            | Kuba (CUB)             | 3                      |                        |   |                        |                        |               |               |               |               |       |       |
|  | A1            | Kuba (CUB)             | 3                      | augusztus 21.          |   |                        |                        |               |               |               |               |       |       |
|  | B4            | Szerbia (SRB)          | 0                      |                        |   |                        |                        |               |               |               |               |       |       |
|  | B4            | Szerbia (SRB)          | 0                      |                        |   | Kuba (CUB)             | Kuba (CUB)             | 0             |               |               |               |       |       |
|  | augusztus 19. |                        |                        |                        |   | Kuba (CUB)             | Kuba (CUB)             | 0             |               |               |               |       |       |
|  |               |                        | Egyesült Államok (USA) | Egyesült Államok (USA) | 3 |                        |                        |               |               |               |               |       |       |
|  | A2            | Egyesült Államok (USA) | Egyesült Államok (USA) | Egyesült Államok (USA) | 3 | 3                      |                        |               |               |               |               |       |       |
|  | A2            | Egyesült Államok (USA) |                        |                        |   | 3                      | augusztus 23.          |               |               |               |               |       |       |
|  | B3            | Olaszország (ITA)      | 2                      |                        |   |                        |                        |               |               |               |               |       |       |
|  | B3            | Olaszország (ITA)      | 2                      |                        |   | Egyesült Államok (USA) | Egyesült Államok (USA) | 1             |               |               |               |       |       |
|  | augusztus 19. |                        |                        |                        |   | Egyesült Államok (USA) | Egyesült Államok (USA) | 1             |               |               |               |       |       |
|  |               |                        | Brazília (BRA)         | Brazília (BRA)         | 3 |                        |                        |               |               |               |               |       |       |
|  | A3            | Kína (CHN)             | Brazília (BRA)         | Brazília (BRA)         | 3 | 3                      |                        |               |               |               |               |       |       |
|  | A3            | Kína (CHN)             | augusztus 21.          |                        |   | 3                      |                        |               |               |               |               |       |       |
|  | B2            | Oroszország (RUS)      | 0                      |                        |   |                        |                        |               |               |               |               |       |       |
|  | B2            | Oroszország (RUS)      | 0                      |                        |   | Kína (CHN)             | Kína (CHN)             | 0             | Bronzmérkőzés | Bronzmérkőzés | Bronzmérkőzés |       |       |
|  | augusztus 19. |                        |                        |                        |   | Kína (CHN)             | Kína (CHN)             | 0             | Bronzmérkőzés | Bronzmérkőzés | Bronzmérkőzés |       |       |
|  |               |                        | Brazília (BRA)         | Brazília (BRA)         | 3 |                        |                        | augusztus 23. | augusztus 23. | augusztus 23. |               |       |       |
|  | A4            | Japán (JPN)            | Brazília (BRA)         | Brazília (BRA)         | 3 | 0                      |                        | augusztus 23. | augusztus 23. | augusztus 23. |               |       |       |
|  | A4            | Japán (JPN)            |                        |                        |   |                        |                        | Kuba (CUB)    | Kuba (CUB)    | 1             |               |       |       |
|  | B1            | Brazília (BRA)         | 3                      |                        |   |                        |                        | Kuba (CUB)    | Kuba (CUB)    | 1             |               |       |       |
|  | B1            | Brazília (BRA)         | 3                      |                        |   | Kína (CHN)             | Kína (CHN)             | 3             |               |               |               |       |       |
|  |               |                        |                        |                        |   | Kína (CHN)             | Kína (CHN)             | 3             |               |               |               |       |       |

### Negyeddöntők
| 2008. augusztus 19. 10:00 | Kuba (CUB)                        | 3–0 | Szerbia (SRB) | Capital Indoor Stadium, Peking Nézőszám: 12 500 Játékvezető: Ibrahim al-Naama (QAT), Kim Kun-Tae (KOR) |
| 2008. augusztus 19. 10:00 | (26–24, 25–19, 26–24) Jegyzőkönyv |     |               | Capital Indoor Stadium, Peking Nézőszám: 12 500 Játékvezető: Ibrahim al-Naama (QAT), Kim Kun-Tae (KOR) |

| 2008. augusztus 19. 12:00 | Japán (JPN)                       | 0–3 | Brazília (BRA) | Capital Indoor Stadium, Peking Nézőszám: 12 500 Játékvezető: Konstantin Tufekchiev (BUL), Karin Zahorcova (CZE) |
| 2008. augusztus 19. 12:00 | (12–25, 20–25, 16–25) Jegyzőkönyv |     |                | Capital Indoor Stadium, Peking Nézőszám: 12 500 Játékvezető: Konstantin Tufekchiev (BUL), Karin Zahorcova (CZE) |

| 2008. augusztus 19. 20:00 | Kína (CHN)                        | 3–0 | Oroszország (RUS) | Capital Indoor Stadium, Peking Nézőszám: 13 000 Játékvezető: Humberto Salas (MEX), Victor Manuel Rodriguez (PUR) |
| 2008. augusztus 19. 20:00 | (25–22, 27–25, 25–19) Jegyzőkönyv |     |                   | Capital Indoor Stadium, Peking Nézőszám: 13 000 Játékvezető: Humberto Salas (MEX), Victor Manuel Rodriguez (PUR) |

| 2008. augusztus 19. 22:00 | Egyesült Államok (USA)                         | 3–2 | Olaszország (ITA) | Capital Indoor Stadium, Peking Nézőszám: 10 000 Játékvezető: Francisco de Souza (BRA), Osamu Sakaide (JPN) |
| 2008. augusztus 19. 22:00 | (20–25, 25–21, 19–25, 25–18, 15–6) Jegyzőkönyv |     |                   | Capital Indoor Stadium, Peking Nézőszám: 10 000 Játékvezető: Francisco de Souza (BRA), Osamu Sakaide (JPN) |

### Elődöntők
| 2008. augusztus 21. 12:30 | Kuba (CUB)                        | 0–3 | Egyesült Államok (USA) | Capital Indoor Stadium, Peking Nézőszám: 13 000 Játékvezető: Frans Loderus (NED), Dejan Jovanovic (SRB) |
| 2008. augusztus 21. 12:30 | (20–25, 16–25, 17–25) Jegyzőkönyv |     |                        | Capital Indoor Stadium, Peking Nézőszám: 13 000 Játékvezető: Frans Loderus (NED), Dejan Jovanovic (SRB) |

| 2008. augusztus 21. 20:00 | Kína (CHN)                        | 0–3 | Brazília (BRA) | Capital Indoor Stadium, Peking Nézőszám: 13 000 Játékvezető: Frank Leuthauser (GER), Andrei Zenovich (RUS) |
| 2008. augusztus 21. 20:00 | (25–27, 22–25, 14–25) Jegyzőkönyv |     |                | Capital Indoor Stadium, Peking Nézőszám: 13 000 Játékvezető: Frank Leuthauser (GER), Andrei Zenovich (RUS) |

### Bronzmérkőzés
| 2008. augusztus 23. 12:30 | Kuba (CUB)                               | 1–3 | Kína (CHN) | Capital Indoor Stadium, Peking Nézőszám: 12 500 Játékvezető: Andrei Zenovich (RUS), Konstantin Tufekchiev (BUL) |
| 2008. augusztus 23. 12:30 | (16–25, 25–21, 13–25, 20–25) Jegyzőkönyv |     |            | Capital Indoor Stadium, Peking Nézőszám: 12 500 Játékvezető: Andrei Zenovich (RUS), Konstantin Tufekchiev (BUL) |

### Döntő
| 2008. augusztus 23. 20:00 | Egyesült Államok (USA)                   | 1–3 | Brazília (BRA) | Capital Indoor Stadium, Peking Nézőszám: 13 000 Játékvezető: Massimo Menghini (ITA), Umit Sokullu (TUR) |
| 2008. augusztus 23. 20:00 | (15–25, 25–18, 13–25, 21–25) Jegyzőkönyv |     |                | Capital Indoor Stadium, Peking Nézőszám: 13 000 Játékvezető: Massimo Menghini (ITA), Umit Sokullu (TUR) |

| A 2008. évi nyári olimpiai játékok női röplabdatornájának olimpiai bajnoka |
| · BRAZÍLIA · 1. cím                                                        |
| -------------------------------------------------------------------------- |

## Végeredmény
|          |                        |      | Mérkőzések | Mérkőzések | Pontok | Pontok | Pontok | Szettek | Szettek | Szettek |
| Helyezés | Csapat                 | Pont | Gy         | V          | P+     | P–     | PA     | Sz+     | Sz–     | SzA     |
| -------- | ---------------------- | ---- | ---------- | ---------- | ------ | ------ | ------ | ------- | ------- | ------- |
| Arany    | Brazília (BRA)         | 16   | 8          | 0          | 622    | 409    | 1,521  | 24      | 1       | 24,000  |
| Ezüst    | Egyesült Államok (USA) | 14   | 6          | 2          | 712    | 682    | 1,044  | 19      | 14      | 1,357   |
| Bronz    | Kína (CHN)             | 13   | 5          | 3          | 701    | 612    | 1,145  | 19      | 11      | 1,727   |
| 4.       | Kuba (CUB)             | 14   | 6          | 2          | 630    | 609    | 1,034  | 19      | 9       | 2,111   |
|          |                        |      |            |            |        |        |        |         |         |         |
| 5.       | Olaszország (ITA)      | 10   | 4          | 2          | 467    | 419    | 1,115  | 14      | 7       | 2,000   |
| 5.       | Oroszország (RUS)      | 9    | 3          | 3          | 419    | 389    | 1,077  | 10      | 9       | 1,111   |
| 5.       | Japán (JPN)            | 8    | 2          | 4          | 429    | 464    | 0,925  | 7       | 14      | 0,500   |
| 5.       | Szerbia (SRB)          | 8    | 2          | 4          | 410    | 426    | 0,962  | 6       | 13      | 0,462   |
|          |                        |      |            |            |        |        |        |         |         |         |
| 9.       | Lengyelország (POL)    | 6    | 1          | 4          | 441    | 445    | 0,991  | 9       | 12      | 0,750   |
| 9.       | Kazahsztán (KAZ)       | 6    | 1          | 4          | 323    | 404    | 0,800  | 4       | 13      | 0,308   |
| 11.      | Venezuela (VEN)        | 5    | 0          | 5          | 262    | 395    | 0,663  | 1       | 15      | 0,067   |
| 11.      | Algéria (ALG)          | 5    | 0          | 5          | 230    | 392    | 0,587  | 1       | 15      | 0,067   |